# 存貨生產
存貨生產（Build to Stock, BTS）
又稱計畫式生產，指產品採提前生產方式，產品存入庫存。通常用於生產標準化產品，特色是可以直接由庫存快速配送給顧客，但有可能生產過多間接造成庫存成本增加。前提是假設市場一定賣得出去，生產計劃可根據銷售預測及歷史的需求來判斷。
相對於此的生產方式為接單生產，指廠商在接獲顧客訂單後，依訂單指示進行生產製造後出貨。